# Louis van Dijk
Louis van Dijk (ur. 27 listopada 1941 w Amsterdamie, zm. 12 kwietnia 2020 w Laren) – holenderski pianista i kompozytor jazzowy.

## Życiorys
Studiował grę na fortepianie w Konserwatorium w Amsterdamie. Grał z Pimem Jacobsem i Pieterem van Vollenhoven w zespole De Gevleugelde Vrienden (Skrzydlaci przyjaciele). We wrześniu 2005  wystąpił na koncercie charytatywnym w Concertgebouw, aby zebrać fundusze dla Nowego Orleanu po tym, jak miasto nawiedziła huragan Katrina. Za swoje osiągnięcia został odznaczony Orderem Lwa Niderlandzkiego. Zmarł  w wieku 78 lat.